# Campo 1391
El Campo 1391, a veces citado como Unidad 1391 o Instalación 1391, es una cárcel secreta del Ejército Israelí en el norte de Israel para reclusos de "alto riesgo". Ha sido gestionado por la Unidad 504. La existencia de la prisión se mantuvo en absoluto secreto hasta 2003, y la mayoría de la información concerniente a ella sigue clasificada a día de hoy, aunque la Corte Suprema de Israel ordenó la publicación ciertos detalles de la prisión.

## Ubicación
El Campo 1391 se encuentra en un fuerte Tegart (un tipo especial de fuerte construido por los británicos en Palestina en tiempos del Mandato) en la ruta 574, entre el kibutz Barkai y el kibutz Ma'anit, cerca de la principal carretera que une Hadera con Afula en el norte de Israel y a menos de una hora en coche de Tel Aviv.

### Descubrimiento de su ubicación
La ubicación del campo la descubrió accidentalmente el historiador israelí Gad Kroizer, profesor de la Universidad Bar Ilán, quien investigaba viejas comisarías de policía británicas y se topó con un mapa de 70 años de antigüedad realizado por un arquitecto gubernamental. En el mapa aparecían 62 complejos policiales británicos en Palestina a finales de los años treinta y comienzos de los cuarenta del siglo XX, complejos en los que se interrogaba a milicianos árabes y judíos que luchaban contra la presencia británica. Uno de estos campos, denominado "Meretz", no aparecía en ningún mapa israelí moderno. En 2004, Kroizer publicó un artículo en una revista académica en el que citaba la ubicación de esta prisión en una nota a pie de página. Unos días después recibía una llamada de teléfono del censor del ejército israelí preguntándole por qué no les había remitido el artículo para su inspección. Según el diario inglés The Guardian, las instalaciones "han sido borradas de las fotografías aéreas israelíes y eliminadas de los mapas modernos."

## Funcionamiento
Los servicios de inteligencia del ejército israelí son los encargados de gestionar el Campo 1391 en lugar del Shin Bet (el servicio de inteligencia interior de Israel).
HaMoked, una importante organización israelí por los derechos humanos, ha solicitado a la Corte Suprema de Israel que evalúe la legalidad de las instalaciones.

## Críticas y denuncias
Bautizado como "el Guantánamo israelí", la existencia de este campo se mantuvo en un secreto tal que ni siquiera era conocida por David Libai, Ministro de Justicia en el gobierno de Isaac Rabin y miembro del comité ministerial encargado de los servicios secretos. Según Leah Tsemel, un abogado israelí especializado en dar consejos legales a palestinos, "se podría hacer desaparecer a cualquiera que entre en la prisión, incluso para siempre; en realidad, el Campo no es distinto de las prisiones gestionadas por los peores dictadores sudamericanos." Un miembro del parlamento israelí la ha descrito como "uno de los símbolos de los regímenes totalitarios y de países tercermundistas". Ami Ayalon, exdirector del servicio de inteligencia israelí Shin Bet, afirmó que conocía su existencia pero no quiso tener nada que ver con ella porque "no creo que una institución así debiera existir en una democracia".
Según relatos de antiguos prisioneros, a los detenidos se los transportaba a la instalación con los ojos vendados y se les encerraba en celdas (la mayoría de 2×2m) sin luz natural. Dos celdas más pequeñas (1,25×1,25m) con pesadas puertas de acero y paredes negras o rojas, y sin luz apenas, se utilizan para presos en régimen de aislamiento. Algunas de las celdas no tienen retretes, solamente cubos que los guardias retiran cada varias semanas, y son estos quienes controlan el agua corriente. Algunos de los presos que han estado en el Campo 1391 han denunciado tácticas de humillación similares a las de la cárcel de Abu Ghraibː desnudos en posiciones humillantes, fotografías comprometidas o privación del sueño, entre otras. Los prisioners denuncian haber estado encapuchados en todo el recinto excepto en sus propias celdas. Las autoridades israelíes han confirmado que a los presos se les desnuda para los interrogatorios de manera habitual.
A los presos no se les permite visitas de la Cruz Roja en las instalaciones y, de igual manera, ninguna otra organización independiente ha obtenido permiso para inspeccionar el lugar. A los presos nunca se les ha dicho dónde están, ni tampoco a sus familias o a sus abogados. En 2003, en respuesta a una demanda, los abogados de gobierno israelí adujeron que, aunque la ubicación era secreta, los palestinos encarcelados allí tenían sus derechos salvaguardados y podían encontrarse con abogados y con la Cruz Roja en un sitio distinto. En mayo de 2009, el Comité de Naciones Unidas Contra la Tortura (CAT) interrogó a oficiales israelíes sobre la instalación y expresaron su escepticismo en cuanto a esa afirmación. El CAT afirmó que "los servicios de seguridad israelíes detienen e interrogan a prisioneros en secreto en una ubicación desconocida llamada 'Campo 1391' sin conceder acceso al Comité, a la Cruz Roja Internacional (ICRC), ni a los abogados o los parientes de los prisioneros", se preguntó por qué los interrogatorios del Campo 1391 no se graban, y declaró que "de 600 quejas de posibles maltratos o torturas presentadas entre 2001 y 2006, ni una sola de ellas ha sido investigada".
Los oficiales israelíes mantienen que el Campo 1391 "no se ha usado desde 2006 para detener o interrogar a sospechosos", pero multitud de peticiones del CAT para examinar la instalación han sido rechazadas por la Corte Suprema de Israel. Este mismo tribunal ha rechazado también la petición de permitir una investigación de los supuestos abusos y torturas, declarando que las autoridades israelíes habían actuado de una manera razonable al no conducir investigaciones sobre las denuncias de tortura, maltrato y malas condiciones de detención por parte de los prisioneros. El Comité Contra la Tortura respondió a esto afirmando que los centros de detención secreta son per se una ruptura de la Convención de Naciones Unidas Contra la Tortura, concluyendo que el Estado de Israel "debería asegurarse de que nadie sea detenido en cualquier instalación secreta bajo su control en el futuro" y que Israel "debería investigar y revelar la existencia de cualquier otra instalación de este tipo y la autoridad bajo la cual ha sido establecida. Debería asegurarse de que todas las denuncias de tortura y maltrato por parte de los prisioneros de la Instalación 1391 sean investigadas de manera imparcial, de que los resultados se hagan públicos, y de que cualquier responsable de haber perpetrado acciones en contra de lo establecido por la Convención sea juzgado en consecuencia."

### Casos individuales
Hashem Fahaf fue un joven libanés que estaba visitando a un jeque local cuando tropas israelíes acudieron a secuestrarlo, llevándoselo a él también. Pasó 11 años encarcelado sin estar acusado de nada, sin tener acceso a su abogado ni contacto con el mundo exterior. Durante los primeros años de encierro, las autoridades israelíes negaban incluso que estuviera en sus manos. En abril del año 2000, la Corte Suprema de Israel ordenó su liberación. Las autoridades israelíes afirmaron que lo habían mantenido preso para poder usarlo en futuros intercambios de prisioneros.
Muatez Shahin fue secuestrado en su casa por el ejército israelí en el contexto de la Segunda Intifada. Ante las preguntas de la ONG israelí HaMoked, el ejército negó que estuviera en su lista de prisioneros, por lo que HaMoked elevó el caso a la Corte Suprema, quien admitió que Shahin había desaparecido en el Campo 1391. Los abogados del estado dijeron a la Corte Suprema en un principio que el Campo 1391 ya no se usaba, aunque apenas unas semanas después tuvieron que confesar lo contrario. "Las circunstancias han cambiado, y los agentes de seguridad nos han informado de que los detenidos están actualmente en la Instalación 1391", comentaron.
Mustafa Dirani, un comandante de Amal que fue secuestrado por comandos israelíes en el Líbano en mayo de 1994 y liberado en 2004 como parte de un intercambio de prisioneros, ha presentado una denuncia en el tribunal del distrito de Tel Aviv reclamando que sufrió abusos sexuales en la prisión. El gobierno de Israel ha reconocido que "dentro del marco de una investigación de la policía militar, surgió la sospecha de que un investigador que interrogó al demandante amenazó con realizar un acto sexual con el demandante".
Hassan Rawajbeh fue detenido en el campo 1391 y denunció haber permanecido días enteros desnudo y haber sido privado de la visita de sus abogados y de cualquier otra persona durante más de 4 meses.

## Consideraciones legales
De acuerdo con la opinión de la Comisión Internacional de Juristas, cualquier cárcel secreta y, en concreto, el campo 1391 incumple la legislación internacional marcada en el "Cuerpo de Principios para la Protección de Todas las Personas Bajo Cualquier Forma de Detención o Encarcelamiento" aprobado por la Asamblea General de Naciones Unidas el 9 de diciembre de 1988. Entre otros principios, inclumpliríaː 
- Principio 1ː Todas las personas bajo cualquier forma de detención o encarcelamiento deben ser tratadas con humanidad y respeto a la inherente dignidad del ser humano.
- Principio 12ː 1. Se registrará puntualmente (d) información precisa sobre el lugar de su custodia. 2. Estos datos deberán ser comunicados al detenido o a su abogado, si tuviere, en la forma prevista por la ley.
- Principio 18ː 1. Una persona detenida o encarcelada debe tener la capacidad de comunicarse y consultar a su consejero legal.
- Principio 19ː Una persona detenida o encarcelada debe tener el derecho de ser visitado por y de recibir correspondencia de, en particular, miembros de su familia (...).[2][16]

Así mismo, también incumpliría las Reglas Mínimas Estándar para el Tratamiento de Prisioneros, la Tercera y la Cuarta Convención de Ginebra.